# Alexandr Lebziak
Alexandr Borísovich Lebziak –en ruso, Александр Борисович Лебзяк– (Donetsk, URSS, 15 de abril de 1969) es un deportista ruso que compitió en boxeo.
Participó en tres Juegos Olímpicos de Verano, entre los años 1992 y 2000, obteniendo una medalla de oro en Sídney 2000, en el peso semipesado.
Ganó dos medallas en el Campeonato Mundial de Boxeo Aficionado, oro en 1997 y plata en 1991, y cinco medallas en el Campeonato Europeo de Boxeo Aficionado entre los años 1991 y 2000.

## Palmarés internacional
| Representando a la URSS |                     |                   |           |
| Campeonato Mundial      |                     |                   |           |
| Año                     | Lugar               | Medalla           | Categoría |
| 1991                    | Sídney (Australia)  | Medalla de plata  | 75 kg     |
| Campeonato Europeo      |                     |                   |           |
| Año                     | Lugar               | Medalla           | Categoría |
| 1991                    | Gotemburgo (Suecia) | Medalla de bronce | 75 kg     |
| Representando a Rusia   |                     |                   |           |
| Juegos Olímpicos        |                     |                   |           |
| Año                     | Lugar               | Medalla           | Categoría |
| 2000                    | Sídney (Australia)  | Medalla de oro    | 81 kg     |
| Campeonato Mundial      |                     |                   |           |
| Año                     | Lugar               | Medalla           | Categoría |
| 1997                    | Budapest (Hungría)  | Medalla de oro    | 81 kg     |
| Campeonato Europeo      |                     |                   |           |
| Año                     | Lugar               | Medalla           | Categoría |
| 1993                    | Bursa (Turquía)     | Medalla de plata  | 75 kg     |
| 1996                    | Vejle (Dinamarca)   | Medalla de bronce | 75 kg     |
| 1998                    | Minsk (Bielorrusia) | Medalla de oro    | 81 kg     |
| 2000                    | Tampere (Finlandia) | Medalla de oro    | 81 kg     |